# René de Obaldia
René de Obaldia (Hong Kong, 22 de octubre de 1918-París, 27 de enero de 2022) fue un poeta, escritor y dramaturgo francés. Fue miembro de la Academia Francesa en la que ocupó el asiento número 22.

## Biografía
Descendiente del segundo presidente de Panamá, José Domingo de Obaldía; hijo del diplomático panameño José Clemente de Obaldia y de madre francesa, originaria de la Picardía, Madeleine Peuvrel. René de Obaldia creció en París donde estudió en el Liceo Condorcet antes de partir a la guerra en 1940. Fue hecho prisionero, regresando a Francia enfermo en 1944.
Amigo de Clara Malraux, Alain Robbe-Grillet, Roland Barthes y Jean-Michel Atlan, empezó su carrera de dramaturgo en 1960 gracias a Jean Vilar y a André Barsacq. Siendo menor que Jacques Audiberti, Ionesco, Beckett, pero comparable a ellos en popularidad es, desde hace 50 años uno de los autores más representados en los escenarios de Francia y en foros internacionales. Ha sido traducido a 28 idiomas.
Fue elegido a la Academia francesa el 24 de junio de 1999 ocupando el asiento número 22 que había sido de Julien Green. Fue el decano de la Academia, desde el deceso de Félicien Marceau, el 7 de marzo de 2012.
En 2008, fue laureado con el Premio de Poesía Pierrette Micheloud por el conjunto de su obra.

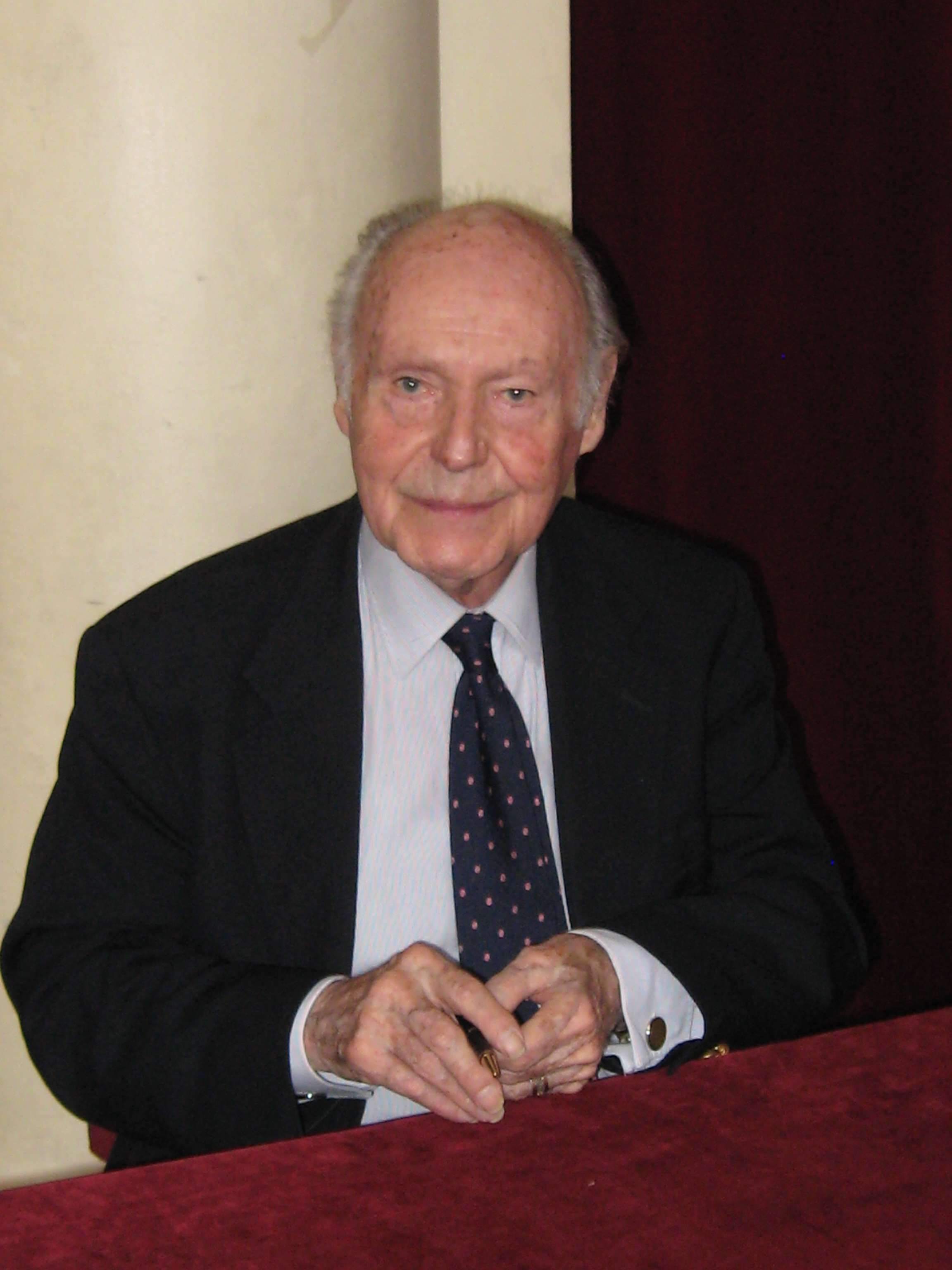
René de Obaldia, en Montpellier, el 23 de abril de 2010

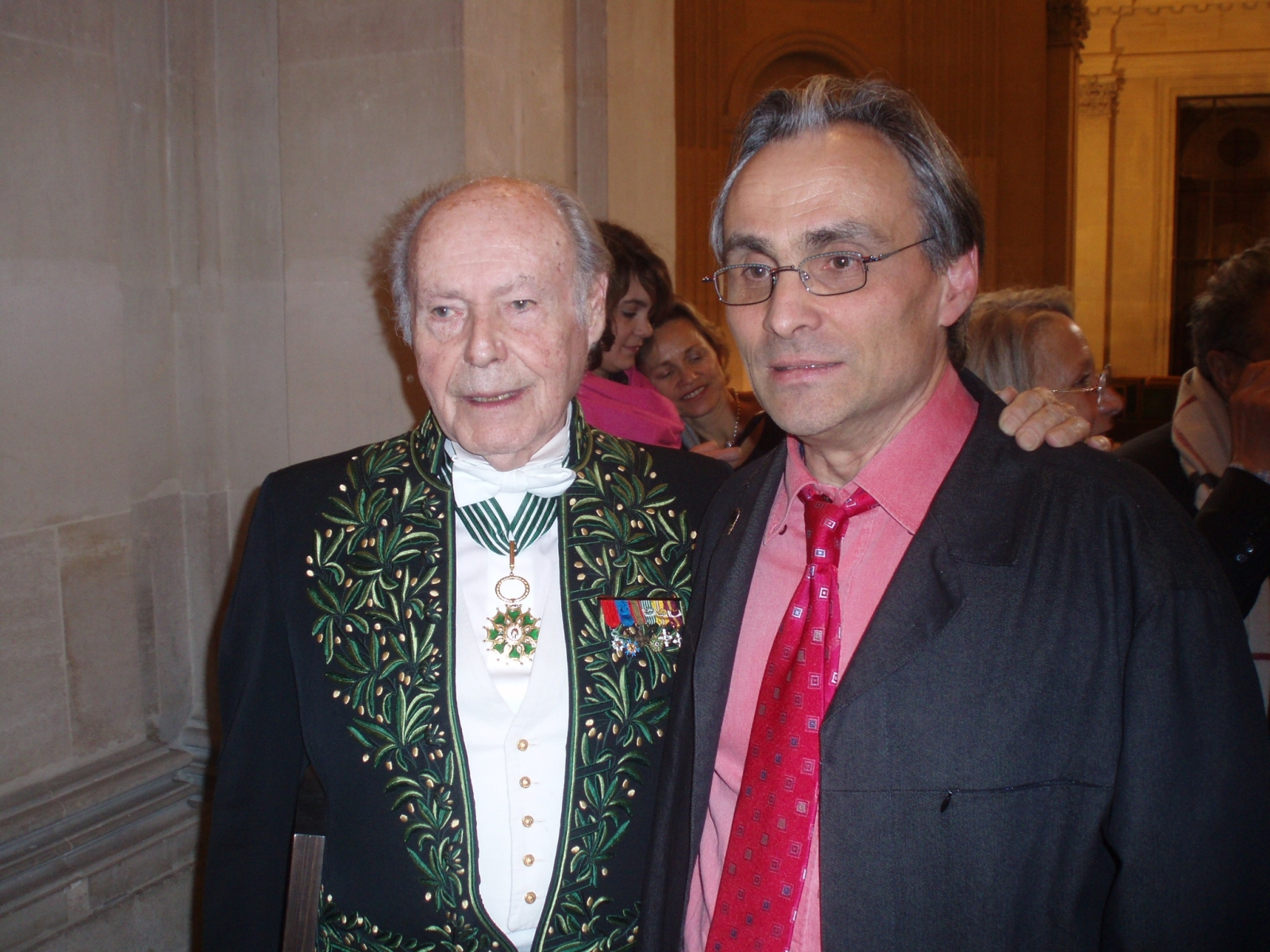
René de Obaldia vestido de académico

## Obra literaria
(en francés)
- 1949: Midi (poemas)
- 1952: Les Richesses naturelles (récits-éclairs)
- 1955: Tamerlan des cœurs
- 1956: Fugue à Waterloo, Le Graf Zeppelin ou La passion d’Émile
- 1959: Le Centenaire
- 1966: Obaldia, Humour secret (selección de textos)
- 1967: Urbi et orbi
- 1969: Innocentines (poemas)
- 1993: Autobiografía (memorias),
- 1996: Sur le ventre des veuves (poemas)
- 2004: La Jument du capitaine
- 2006: Fantasmes de demoiselles, femmes faites ou défaites cherchant l'âme sœur (poemas)
- 2010: Le secret (poema)
- 2011: Exobiographie

## Obra teatral
(en francés)
- 1960: Génousie
- 1961: 7 Impromptus à loisir (L'Azote, Edouard et Agrippine, Le sacrifice du bourreau, Le Défunt, Poivre de Cayenne, Le grand vizir)
- 1963: Le Satyre de la Villette
- 1964: Le Général inconnu
- 1965: Le Cosmonaute agricole, Du vent dans les branches de sassafras
- 1966: Du vent dans les branches de sassafras
- 1966: L'Air du large
- 1968: ...Et la fin était le bang, La rue Obaldia
- 1971: La Baby-sitter y Deux femmes pour un fantôme
- 1972: Petite suite poétique résolument optimiste
- 1973: Underground établissement : Le Damné et Classe Terminale
- 1975: Monsieur Klebs et Rozalie
- 1979: Le Banquet des méduses
- 1980: Les Bons Bourgeois
- 1981: Visages d’Obaldia
- 1986: Endives et miséricorde
- 1991: Grasse matinée, Les Larmes de l’aveugle, Richesses naturelles
- 1993: Les Innocentines
- 1996: Soirée Obaldia
- 1999: Obaldiableries : Rappening, Pour ses beaux yeux, Entre chienne et loup
- 2009: Merci d'être avec nous. Nouveaux impromptus

## Reconocimientos
- Caballero de la Legión de Honor
- Oficial del Orden Nacional al Mérito
- Cruz de Guerra 1939-1945
- Comendador de las Artes y Letras
- Miembro del Consejo de Literatura de la Fundación Príncipe Pedro de Mónaco
- Comendador de la Orden de Balboa (Panamá)
- Gran Cruz Manuel Amador Guerrero (Panamá)
- 1999 : Miembro de la Academia Francesa, asiento número 22
- 2000 : Ciudadano de Honor Waterloo (Bélgica)
- 2008 : Comendador de la Orden al Mérito Cultural (Mónaco)